# Бакинское ханство
Бакинское ханство (азерб. Bakı xanlığı, перс. خانات باکو‎) — азербайджанское полузависимое феодальное ханство в составе Каджарского Ирана на территории современной Республики Азербайджан с центром в г. Баку.
Возникло в середине XVIII века на Апшеронском полуострове, где было расположено 39 селений: Маштага, Нардаран, Бильгях, Бузовна, Мардакан, Тюркан, Куркент, Зиря, Гала, Говсан, Рамана, Забрат, Мухаммеди, Дигях, Фатмаи, Горадиль, Пиршага, Кюрдаханы, Кешля, Ахмедли, Зых, Амирджаны, Бюльбюля, Сабунчи, Бинагади, Баладжары, Масазыр, Новханы, Сарай, Джорат, Хырдалан, Гюздек, Кобу, Ходжа-Гасан, Кочевье Перешкульское, Сураханы, Балаханы. 
Основой хозяйства ханства было земледелие, добыча соли, нефти, транзитная торговля. 
В период правления первого хана Бакинского ханства Мирзы Мухаммеда (1748—1767) экономика была несколько развита. Здесь уделялось особое внимание развитию судоходства на Каспийском море. В период правления его сына Мелик Мухаммед хана (1767—1784) Бакинское ханство почти потеряло свою независимость. После смерти Фатали-хана, во времена правления Мирзы Мухаммед хана II, Бакинское ханство стало самостоятельным.  
В конце XVIII в., опасаясь иранского нашествия, правитель ханства Хусейн-Кули-хан просил о принятии его в подданство России. В 1803 эта просьба была удовлетворена. 3 октября 1806 года российские войска захватили Баку, а Хусейн Кули-хан бежал в Персию. Ханство было упразднено, и Баку стал центром вновь образованной Бакинской провинции.
Династия — Бакинские ханы (Бакихановы).

## Население
Согласно данным на 1796 год в Бакинском ханстве насчитывалось 7 100 человек (1820 домов)  В последующем численность населения растет и к 1810 году достигает 15 244 человек, из которых, по данным ведомости, составленной генерал-лейтенантом Репиным, в 1810 г. количество домов в городе Баку стало 931 (4 470 человек) а в селениях 2314 (10 774 человек). 
В ханстве насчитывался 1 небольшой город - Баку (чуть более 4 тысячи жителей) и 39 деревень, из которых, согласно Бакиханову, 32 были этнически населены татами.
В целом таты составляли основное население Бакинского ханства, абсолютно преобладая как в деревнях, так и в городе Баку. 
Таты - это индо-иранский народ иранской группы. Предполагается, что их предки были переселены в Закавказье во времена династии Сасанидов (III—VII вв. н. э.).
В целом, Бакинское ханство было слабо населенным и имело плотность населения равную от 4 (1796 год) до 7 (1810 год) человек на 1 км2. 
|     | Название населенного пункта | Население                                                                              |
| --- | --------------------------- | -------------------------------------------------------------------------------------- |
| 1.  | Баку                        | 4 470 человек, из них: таты-ок. 4 000 (89,5%), армяне-200 (4,5%), тюрки и др.-270 (6%) |
| 2.  | Маштага                     | 1 630 человек, таты                                                                    |
| 3.  | Говсан                      | 500 человек , тюрки                                                                    |
| 4.  | Балаханы                    | 482 человек, таты                                                                      |
| 5.  | Новханы                     | 477 человек,таты                                                                       |
| 6.  | Бузовна                     | 450 человек,таты                                                                       |
| 7.  | Гала                        | 332 человека,тюрки и таты                                                              |
| 8.  | Ходжасан                    | 179 человек, таты                                                                      |
| 9.  | Фатмаи                      | 177 человек, таты                                                                      |
| 10. | Нардаран                    | таты                                                                                   |
| 11. | Пиршаги                     | 98 человек, таты                                                                       |
| 12. | Бильгях                     | таты                                                                                   |
| 13. | Сураханы                    | таты                                                                                   |
| 14. | Бина                        | таты                                                                                   |
| 15. | Зиря                        | тюрки                                                                                  |
| 16. | Бинагади                    | таты                                                                                   |
| 17. | Гюздек                      | таты                                                                                   |
| 18. | Рамана                      | таты                                                                                   |
| 19. | Забрат                      | таты                                                                                   |
| 20. | Мухаммедли                  | таты                                                                                   |
| 21. | Дигах                       | таты                                                                                   |
| 22. | Амирджан                    | таты                                                                                   |
| 23. | Горадиль                    | таты                                                                                   |
| 24. | Балаханы                    | таты                                                                                   |
| 25. | Кюрдаханы                   | таты                                                                                   |
| 26. | Кишлак                      | тюрки                                                                                  |
| 27. | Ахмедли                     | тюрки (из племени шахсевенов)                                                          |
| 28. | Зых                         | тюрки                                                                                  |
| 29. | Бюльбюля                    | таты                                                                                   |
| 30. | Сабунчи (Эрмани-булаг)      | таты и армяне                                                                          |
| 31. | Масазыр                     | таты                                                                                   |
| 32. | Баладжары                   | таты                                                                                   |
| 33. | Сарай                       | таты                                                                                   |
| 34. | Джорат                      | таты                                                                                   |
| 35. | Хырдалан                    | таты                                                                                   |
| 36. | Гобу                        | таты                                                                                   |
| 37. | Бильгях                     | таты                                                                                   |
| 37. | Тюркан                      | 32 человека, самый маленький населенный пункт ханства, тюрки                           |
| 38. | Кочевье Перешкюльское       | тюрки                                                                                  |

## Список ханов
Династия бакинских ханов, просуществовавшая с 1747 года по 1806 год, состояла из следующих представителей:
|    | Имя хана                                       | Годы правления |
| -- | ---------------------------------------------- | -------------- |
| 1. | Мирза Мухаммад-хан I, сын Даргах-Кули-хана     | 1748—1767      |
| 2. | Мелик-Мухаммад-хан, сын Мирза Мухаммад-хана I  | 1767—1784      |
| 3. | Мирза Мухаммед-хан II, сын Мелик-Мухаммад-хана | 1784—1791      |
| 4. | Мухаммед-Кули-хан, сын Мирза Мухаммад-хана II  | 1791—1792      |
| 5. | Хусейн-Кули-хан, сын Хаджи Али Кули-хана       | 1792—1806      |